# Henrik Krummedige
 Der er for få eller ingen kildehenvisninger i denne artikel, hvilket er et problem. Du kan hjælpe ved at angive troværdige kilder til de påstande, som fremføres i artiklen.

Henrik Krummedige (ca. 1464-1530) var en dansk-norsk rigsråd. Han var den danske flådes første chef.
Henrik Krummedige var søn af Hartvig Krummedige i hans andet ægteskab, og født i Norge. Allerede i 1484 ell. 85 blev han ridder, og fik i 1487 Akershus Slot og 1489 det endnu vigtigere Bohus i forlening. Samtidig nævnes han som norsk rigsråd. Han kom nu til at indtage en lignende stilling i Norge som faderen, arvede dennes strid med familien Tre Roser og var ligesom denne godskær og havesyg, men en kraftig og energisk mand, en blanding af en løve og en ræv, har man sagt, med udstrakt jordegods både i Norge (Brunlag) og i Danmark, hvilket han stadig forøgede ved køb eller ved retstrætter. Omtrent 1493 ægtede han den unge Anne Rud, datter af rigsråden Jørgen Rud til Vedby og Kirstine Rosenkrantz. Da krigen med Sverige udbrød i 1497, fik Krummedige en udsat stilling på Bohus fæstning. Fra maj til september belejrede han i forening med sin personlige fjende Knud Alfsen (Tre Roser), Elfsborg Fæstning og blev tillige befalingsmand her indtil 1498. Knud Alfsen var imidlertid blev lensmand på Akershus, men kom i strid med den norske almue, der dræbte hans fogeder og på anden måde fortrædigede ham, uden at han fandt den ventede støtte hos Krummedige, der i det hele stod sig godt med almuen. Kong Hans viste stadig Krummedige sin gunst; 1498 forlenedes denne på sin og hustrus livstid med Vigen, Nummedal, Mandal, Tune Skibrede, Råbyggelaget m.m. Misfornøjet nærmede Knud Alfsen sig derimod Sverige og gjorde her fra 1501 et indfald i Vigen, men blev fordreven af Krummedige. I 1502 kom han imidlertid tilbage og rejste en hel opstand i Norge; Krummedige belejredes på Bohus, men undsattes af den unge Prins Christian (II) og blev derved i stand til at gøre et tog mod Knud Alfsen, indtog Tønsberg og belejrede Akershus, medens han havde overladt befalingen over Bohus til sin modige hustru og dennes fader. Knud Alfsen blev nødt til under lejde at give sig om bord på sin dødsfjendes skib i Oslo Havn, men her blussede striden op, og til trods for lejdet blev Knud Alfsen og flere af hans medfølgere nedhugget. Vel blev der afsagt en retskendelse om, at Knud Alfsen selv havde brudt lejdet, men ingen synes at have villet tro herpå, og en plet var sat på Krummediges ære. Han havde fremkaldt stor forbitrelse mod sig, og opstanden udbrød atter med fornyet hæftighed, så at Krummedige endog kom i en farlig stilling på Bohus. Under disse forhold overdrog Kong Hans befalingen på Bohus til Krummediges svoger Otte Rud og forflyttede ham til Holbæk, svigerfaderens tidligere forlening. 10. august 1510 udnævnes han af Kong Hans til "øverste kaptajn og høvedsmand for alle kaptajner" (admiral). Han skal tage vare på majestætens skibe. Denne begivenhed anses som oprettelsen af den danske flåde.